# Сёдерхольм, Тони
Тони Сёдерхольм (фин. Toni Söderholm; род. 14 апреля 1978, Кауниайнен, Уусимаа) — финский хоккеист и тренер.

## Биография
Родился 14 апреля 1978 года в Кауниайнене в Финляндии.
В качестве игрока выступал на позиции защитника. Вначале карьеры поиграл за юниорские и студенческие коллективы Канады и США. Несколько лет был одним из ведущих финского ХИФК, с которым становился чемпионом страны. Также Сёндерхольм выступал за команды из Швейцарии, Швеции и Германии. В составе сборной Финляндии принимал участие на трех чемпионатах мира. Серебряный призер мирового первенства 2007 года в Москве.

### Тренерская карьера
Завершив играть в Германии, Тони Сёндерхольм остался в этой стране. Он вошел в штаб молодежной сборной Германии. В конце 2018 года молодой финский специалист был назначен на должность наставника главной национальной команды страны. Под его руководством немцы заняли четвертое место на Чемпионате мира 2021 года в Латвии. и участвовали в Зимних Олимпийских играх 2022 года в Пекине. 30 января 2023 года Сёндерхольм уступил место главного тренера сборной Харольду Крайсу, сосредоточившись на клубной работе.

## Достижения
- Серебряный призер Чемпионата мира: 2007.
- Чемпион Финляндии: 2010/11.
- Чемпион Германии: 2015/16.